# Running to the Edge of the World
Running to The Edge of The World — песня американской рок-группы Marilyn Manson из альбома The High End of Low.
Песня стала доступна для скачивания 4 ноября 2009 года. Музыкальные критики сочли эту песню музыкальным отходом от предыдущей работы группы и сравнили её с музыкой других рок-исполнителей, в частности Дэвида Боуи.

## Критика
Джон Робб из The Quietus назвал альбом «крутым и потенциальным хитом-кроссовером». Он также заявил, что «причудливое изменение стиля делает эту песню одним из самых неожиданных ярких моментов альбома».
Адаора Отиджи из Spin охарактеризовал трек как «эмоциональную балладу», а Нэнси Данэм из Washington Post высказала мнение, что трек, как и The High End of Low в целом, доказал, что «Мэнсон, возможно, перенёс удар, который сбил его с толку, и он вернулся в игру».

## Музыкальное видео
4 ноября в 6:19, видео было загружено на официальный сайт. 
Видео начинается с того что Мэнсон в белой рубашке прикрывает лицо занавеской и плача поёт песню. Дальше показываются кадры где Мэнсон избивает до полусмерти Эван Рэйчел Вуд (которую сыграла Келли Полк).